# Очамчирський район
Очамчи́рський райо́н (абх. Очамчыра араион) — район самопроголошеної Республіка Абхазії, розташований на південному сході республіки. Адміністративний центр району — місто Очамчира.
1994
року зі східної частини був утворений Ткварчельський район.

## Географія
Район на півночі межує з Гульрпським районом, на півдні — з Гальським районом, на сході — з Грузією та Ткварчельським районом, на заході має вихід до Чорного моря.

## Населення
Населення району станом на 2011 рік становить 25235 осіб, з яких 4975 осіб є міським населенням, а 20308 осіб — сільським. Населення району в 2003 році становило 24629 осіб, а в 1989 році — 75338 осіб. Насамперед, на негативну динаміку чисельності населення вплинув збройний конфлікт на початку 1990-их років, коли з Абхазії масово виїжджали грузини.

### Національний склад
Станом на 2003 рік: абхази — 18753 (76,1%), грузини — 2253 (9,2%), вірмени — 2177 (8,8%), росіяни — 940 (3,8%), українці — 89 (0,4%), греки — 65 (0,3%), осетини — 22 (0,1%), інші — 330 (1,3%).

## Адміністративний поділ
В алдміністративно-0територіальному відношенні район поділяється на 1 місто та 27 сільських адміністрації:
- місто Очамчира
- Адзюбжинська сільська адміністрація
- Арадуська сільська адміністрація
- Аракіцька сільська адміністрація
- Арасадзихська сільська адміністрація
- Атара-Єрманкитська сільська адміністрація
- Атарська сільська адміністрація
- Ахурійська сільська адміністрація
- Ачгуарська сільська адміністрація
- Баслахуська сільська адміністрація
- Гуадська сільська адміністрація
- Гудааська сільська адміністрація
- Гупська сільська адміністрація
- Джгярдинська сільська адміністрація
- Єлирська сільська адміністрація
- Киндизька сільська адміністрація
- Кутольська сільська адміністрація
- Кучирська сільська адміністрація
- Лабринська сільська адміністрація
- Маркульська сільська адміністрація
- Микуська сільська адміністрація
- Отапська сільська адміністрація
- Пакуаська сільська адміністрація
- Рекинська сільська адміністрація
- Тамська сільська адміністрація
- Тхинська сільська адміністрація
- Члоуська сільська адміністрація
- Шашалатська сільська адміністрація